# Xantat
Xantat (ditiokarbonat) är ett salt eller en ester av xantinsyra. Det framställs genom en blandning av alkohol, koldisulfid och någon metall. Namnet kommer av den gulaktiga färgen på kopparxantogenat och grekiskans ord xantho's (gul).
Dess allmänna kemiska formel är CS(OR1)(SR2) där R1 är en kolvätegrupp och R2 en metall eller en kolvätegrupp.

## Cellulosaxantat
Ett vanligt xantat är cellulosaxantat (NaS-CS-OC6H904). Det är en ester som skapats genom att man blandat cellulosa med kaustiksoda. Det är fullständigt lösligt i vatten och blir då en gulaktig, tjockflytande vätska, som vid tillsats av salter eller alkohol gelatinerar (xantogenat). Denna xantat används vid framställning av viskos.

## Kaliumxantat
Gula oljeaktiga kristaller. Används som flotationsmedel för koppar-, bly- och zinkmalm samt som bekämpningsmedel mot parasiter och svamp.

## Natriumxantat
Ett amorft xantat (dvs kan ej kristalliseras) . Används vid framställning av syntetisk indigo och som flotationsmedel i gruvindustrin.

## Andra xantater
- Amylxantat
- Metylxantat
- Butylxantat
- Pentylxantat
- Benzylxantat
- Isobutylxantat
- Kopparxantat